# Joaquim Mestre
Joaquim Figueira Mestre (Trindade, Beja, 9 de Fevereiro de 1955 - Lisboa, 3 de Maio de 2009) foi um escritor e historiador português.

## Biografia

### Nascimento e formação
Nasceu em 9 de Fevereiro de 1955, na antiga freguesia de Trindade, no concelho de Beja. Concluiu uma licenciatura em História e uma pós-graduação em Ciências Documentais, ambas pela Faculdade de Letras da Universidade de Lisboa.

### Carreira profissional e literária
Trabalhou como bibliotecário na Biblioteca Municipal de Beja, onde exerceu como director de 1993 a 2009. Nos princípios da Década de 1990, foi um dos principais responsáveis pela criação de um novo conceito de biblioteca, tendo promovido a cidade de Beja e a região do Alentejo como um centro cultural e literário a nível nacional. Na altura do seu falecimento, ocupava o posto de Chefe da Divisão de Bibliotecas e Museus na Câmara Municipal de Beja.
Como escritor, foi responsável pela publicação de vários livros sobre património e história local. Escreveu diversos artigos para revistas e jornais, e foi o fundador e director da revista Rodapé, uma revista sobre literatura publicada pela Biblioteca Municipal de Beja. Porém, destacou-se principalmente pelas suas obras de romance e conto, tendo recebido o Prémio Manuel da Fonseca pelo seu livro Breviário das Almas, de 2009.
Revelou também  talento para as artes plásticas, sendo inicialmente influenciado pelo Neorrealismo. Após a morte de Carlos Montes, em 1974, e a renovação do atelier deste artista, junta-se a Francisco Alvito, José Palma, Leonel Borrela, Jorge Castanho, entre outros,  tendo  participado numa exposição coletiva, na Casa do Povo da sua aldeia natal, com Francisco Alvito e José Palma. Uma das suas obras que reflete o espírito destes artistas no período de 1975 a 1980, relativamente às obras dos artistas clássicos,  é o Ecce Homo (1980), uma influência  do óleo sobre madeira do século XV, que se encontra exposto no Museu Regional Rainha D. Leonor, em Beja.

### Falecimento
Morreu na cidade de Lisboa, em 3 de Maio de 2009, devido a um cancro. O funeral teve lugar em 5 de Maio, na cidade de Beja.

## Homenagens
Em sua homenagem, a Associação de Escritores do Alentejo criou o Prémio Literário Joaquim Mestre, lançado em 23 de Abril de 2017, no âmbito das comemorações do Dia Mundial do Livro e do Direito de Autor.

## Obras publicadas
- O Livro do esquecimento: contos do maravilhoso e do sobrenatural (2000)
- A Cega da Casa do Boiro (2001)
- O Perfumista (2006)
- A Imperfeição do Amor (2007)
- Breviário das Almas (2009)